# 怪蝴蝶魚
怪蝴蝶魚，為輻鰭魚綱鱸形目蝴蝶魚科的其中一種。

## 分布
本魚分布於西印度洋的紅海及亞丁灣海域。

## 深度
水深3至12公尺。

## 特徵
本魚呈方圓形，吻短，頭部橘色，體呈白色至淺藍色，體側具數條「ㄑ」字型的白色細條紋，體右後上方具一白邊的黑色寬斜帶，從背鰭軟條部，包括整個尾鰭至尾柄。背鰭、尾鰭、臀鰭具黑色、白色邊。體長可達12公分。

## 生態
本魚棲息在珊瑚礁區，通常成對出現，肉食性，以珊瑚蟲為食。

## 經濟利用
為體色豔麗的觀賞性魚類，不供食用。